# 矢野目源一
矢野目 源一（やのめ げんいち、1896年11月30日 - 1970年10月12日）は、日本の詩人、作家、翻訳家。
陸軍中将矢野目孫一の長男として東京に生まれる。慶應義塾大学仏文科卒。フランソワ・ヴィヨンの詩に現れる娼婦の詩を「玉造小町」になぞらえて「兜屋小町」として訳出し、鈴木信太郎に絶賛された。『詩王』『オルフェオン』などに詩を発表し、1920年詩集『光の処女』を刊行する。1931年創刊の『文藝汎論』のカラーページに、城左門、岩佐東一郎らと執筆する。慶大では奥野信太郎と同期で、戦後は艶笑小噺などを書いたほか、ハウザー式と称する健康法などの講演・執筆活動を行い、奇人とされている。

## 著書
- 光の処女 詩集 籾山書店 1920
- 聖瑪利亜の騎士 詩集 籾山書店 1925
- 美貌處方書 美容科學研究會 1937.7
- 新美容科学読本 健康と美容の会 1940
- 娯樂大鑑 東西遊びのいろいろ 洋元書房 1949
- 恋愛教室 川流堂書房 1950
- 恋愛術 女読むべからず男性篇 アソカ書房 1950
- 閨房秘薬90法の研究 あまとりあ社 1952
- 戦後風俗史 東京文庫 1952
- 幻庵清談 日本出版協同 1953
- 明日から元気になる 健康之友社 1954 (ハウザー文庫)
- 風流色めがね 住吉書店 1954
- 娯楽大百科 金園社 1954 (実用百科選書)
- 百四十歳への招待 住吉書店 1954
- パパ・ラブス・コント 内緒ばなし ア・ラ・フランセーズ 西沢弘文堂 1955
- 席をかえてする話 随筆 美和書院 1955
- おたのしみ手帖 艶笑宝玉小話選 アソカ書房 1955
- MW時代 欲望の開通 住吉書店 1955 (住吉新書)
- 精力絶倫 その七つの鍵 住吉書店 1955
- めかいち軟派ばなし 美和書院 1956
- 恋愛講座 住吉書店 1956
- お気に召した話 美和書院 1956
- 誰でも若くなる 美和書院 1956
- お寝間の酒 粋人酔筆 矢野目源一集 住吉書店 1956
- げんいち先生風流話 随筆 美和書院 1956
- 三六五日をどう食べるか ハウザー説以後の新しい栄養生理学 建設医学健康法普及会 1957
- 実用強精秘薬 あまとりあ社 1961

## 翻訳
- 吸血鬼 マルセル・シュウオッブ 新潮社「海外文学新選」 1924
- ド・ブレオ氏の色懺悔 アンリ・ド・レニエ 春陽堂 1924
- 古希臘風俗鑑 マルセル・シュオブ 第一書房 1929
- 画譜一千一夜物語 上巻 マルドリュウス 西條八十共訳 国際文献刊行会 1929.10
- ド・ブレオ氏の恋愛行状記 レニエ 春陽堂 1932。復刻・ゆまに書房 2007
- ヴァテック ベックフオード 春陽堂 1932。復刻・ゆまに書房 2007
  - 『ゴシック文学神髄』に収録、東雅夫編 ちくま文庫 2020.10
- 戀人へおくる 佛蘭西歌謠抄 第一書房 1933.8
- ヴィヨン詩抄 城左門共訳 椎の木社 1933.11
- 情史 アンリ・ド・レニエ 操書房 1947
- 南欧千夜一夜 編訳 八雲書店 1948
- 黄金仮面の王 マルセル・シュウオップ コーベブックス・南柯叢書 1975
- 巴里幻想譯詩集 日夏耿之介、城左門共訳 国書刊行会 2008.7